# Coupe automobile Gordon Bennett
Pour les articles homonymes, voir Coupe Gordon Bennett.
La coupe automobile Gordon Bennett est une ancienne compétition automobile.
En 1899, James Gordon Bennett junior, le richissime propriétaire du quotidien américain New York Herald, propose aux Automobile-Clubs d'organiser un Prix international avec des équipes nationales. Le règlement précise notamment que l'épreuve annuelle sera organisée par le pays vainqueur de l'édition précédente, et que c'est la nationalité du constructeur automobile qui compte, pas celle du pilote. Chaque pays peut donc engager trois voitures de conception nationale. La France est, à l'époque, le premier constructeur automobile du monde, ainsi que le principal organisateur de courses, aussi c'est l'Automobile Club de France qui élabore la première course.
La course vient en remplacement des courses de ville à ville (Paris-Berlin, Paris-Vienne, Paris-Madrid).
En quelques années, la coupe Gordon Bennett devient un événement de portée mondiale. C'est à cette occasion qu'ont été introduites les couleurs nationales en automobile. Après la dernière édition de 1905, elle est remplacée par le grand prix de l'ACF, l'ACF n'acceptant plus les conditions du règlement qui limitait le nombre de voitures par pays à trois, alors que la France comptait de nombreux constructeurs de qualité qui devaient se livrer une lutte fratricide. Les éliminatoires du circuit d'Auvergne en 1905 mirent alors deux Brasier et une Lorraine Dietrich sur le départ pour la France. 
Léon Thery fut vainqueur de cette dernière édition.

## Histoire

### 1900
Première édition de la coupe Gordon-Bennett, dont le départ est donné le 14 juin. Le parcours, long de 565 km, relie Paris à Lyon. Il n'y a que cinq engagés, trois voitures françaises (des Panhard-Levassor 40 HP) pilotées par Fernand Charron, Girardot et De Knyff, une voiture américaine (Winton) et une belge (Snoeck-Bolide) conduite par Camille Jenatzy. Hors compétition (puisque la France présente déjà trois voitures), Alfred Levegh sur une Mors participera, et mènera même un moment la course, avant de devoir abandonner.
Seules deux Panhard-Levassor finissent la course, qui est remportée par la France, grâce à Fernand Charron, devant Léonce Girardot, en 9 heures et 9 minutes. La moyenne est de 62 km/h, avec une voiture de 24 ch.

### 1901
À cause du faible nombre d'engagés, la seconde coupe, organisée en France le 29 mai 1901, est incluse dans la course Paris-Bordeaux. C'est à nouveau la France qui l'emporte grâce à une Panhard-Levassor 40 HP, aux mains de Léonce Girardot, les autres compétiteurs Charron sur Panhard et Levegh sur Mors ayant abandonné. Girardot, qui termine par ailleurs dixième de la course Paris-Bordeaux — remportée par Henri Fournier sur Mors 60 CV —, boucle l'épreuve en 8 heures et 50 minutes.

### 1902
La France choisit le parcours Paris-Innsbrück, d'environ 900 km, à nouveau intégré à une autre course, le course Paris-Vienne. La traversée de la Suisse étant neutralisée du fait de l'interdiction des compétitions par les autorités helvétiques, le parcours ne fera que 565 km.
Les Britanniques relèvent le défi et cinq voitures sont engagées. Trois françaises : une Mors (Henri Fournier), une Panhard (René de Knyff), une Charron (Girardot-Voigt, avec Léonce Girardot chauffeur), et deux britanniques : une Wolseley (Herbert Austin et White) et une Napier 50 HP (Selwyn Francis Edge).
L'Australien d'origine S. F. Edge, seul rescapé à l'arrivée au volant de sa Napier de 40 ch, remporte la Coupe avec un temps de 11 heures et 2 minutes. Cette troisième édition de la coupe Gordon-Bennett se déroule du 26 au 28 juin 1902.

Éditions 1900-1902
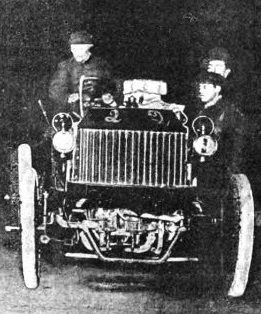
Camille Jenatzy sur Snoek-Bolide Bolide, première Coupe G. Bennett (14 juin 1900).
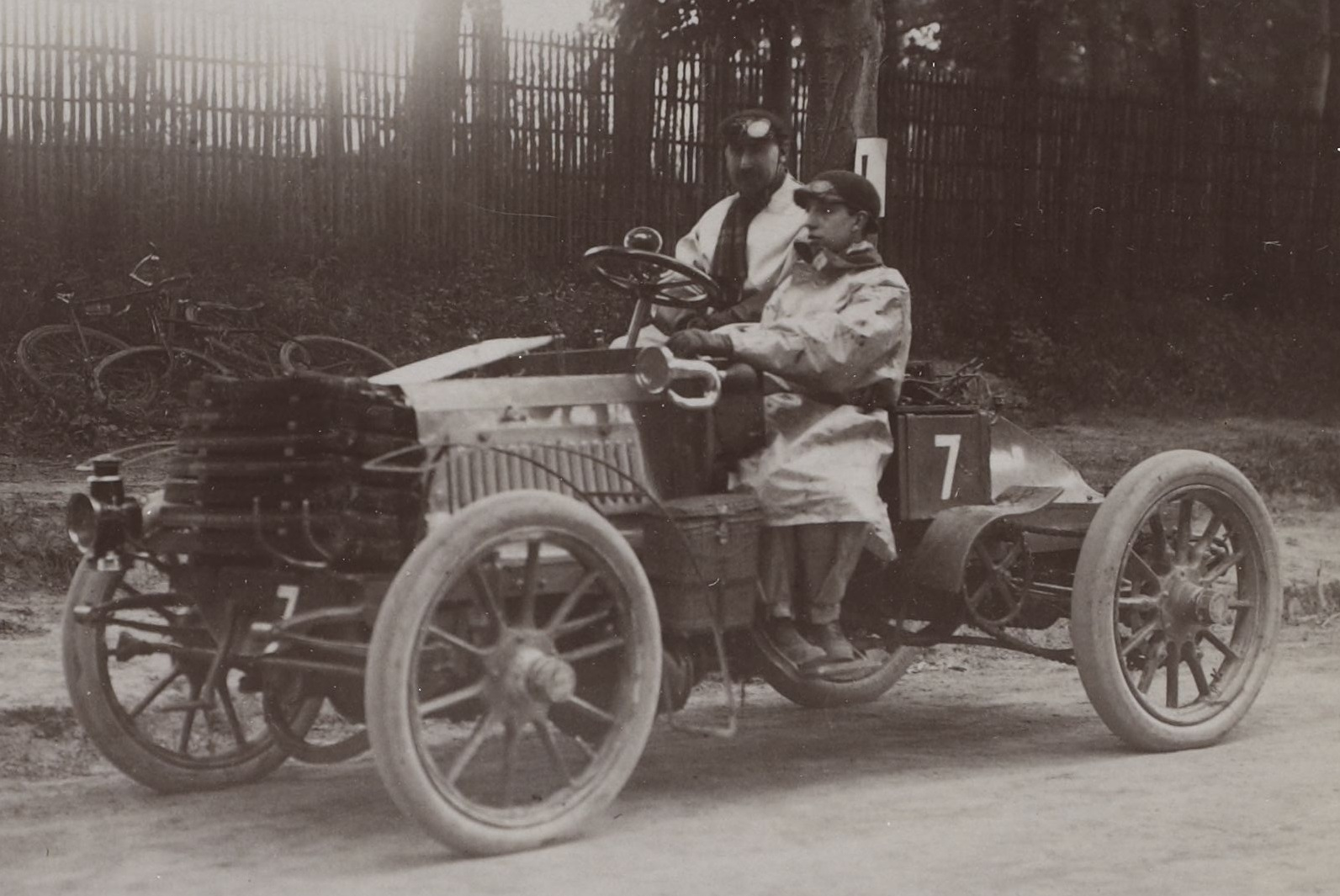
Léonce Girardot vainqueur de la Coupe Gordon Bennett 1901, sur Panhard 40 HP.
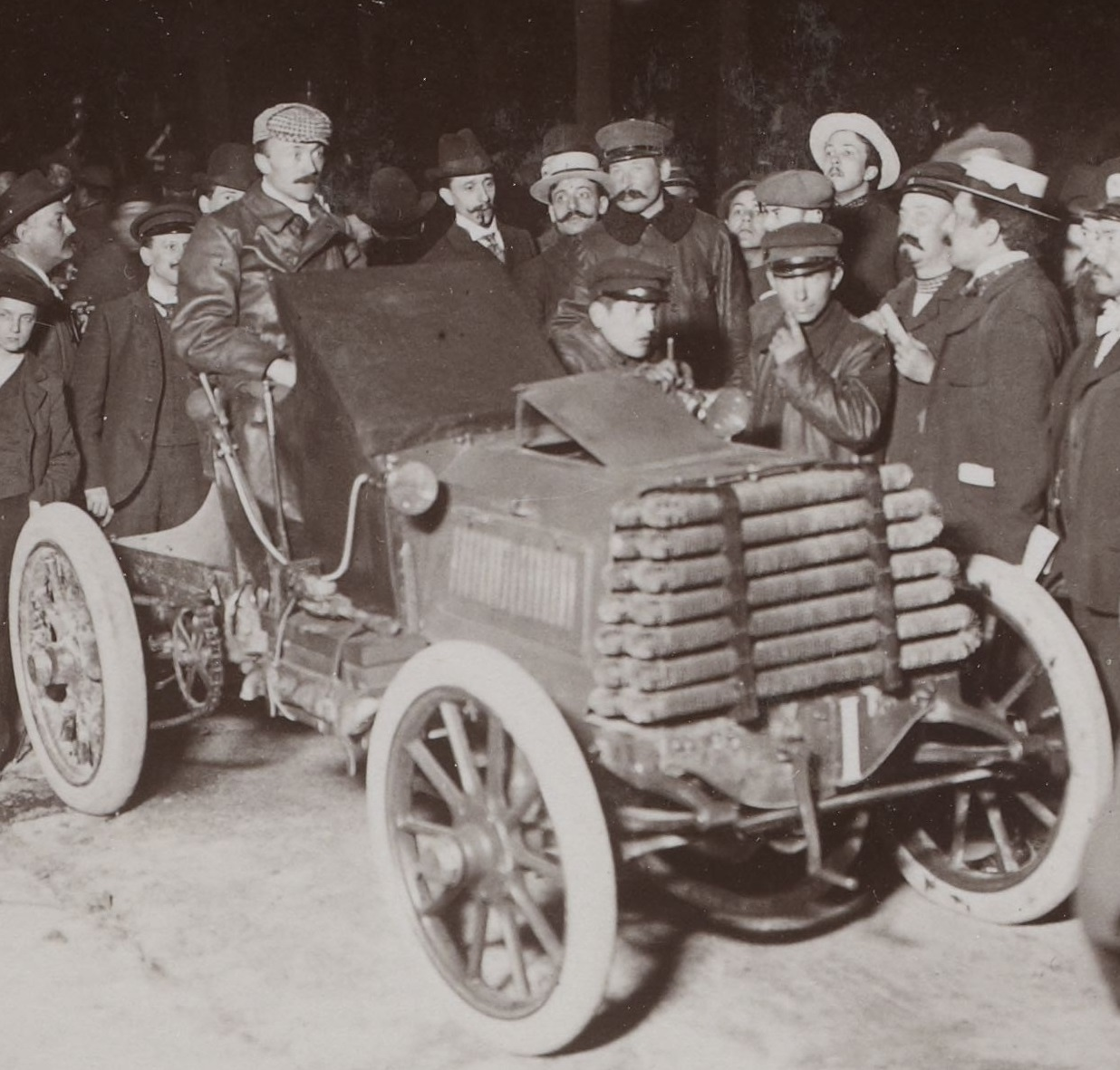
Le vainqueur de la Coupe 1900, Fernand Charron, ici lors de la deuxième édition en 1901 (abandon, toujours sur Panhard).
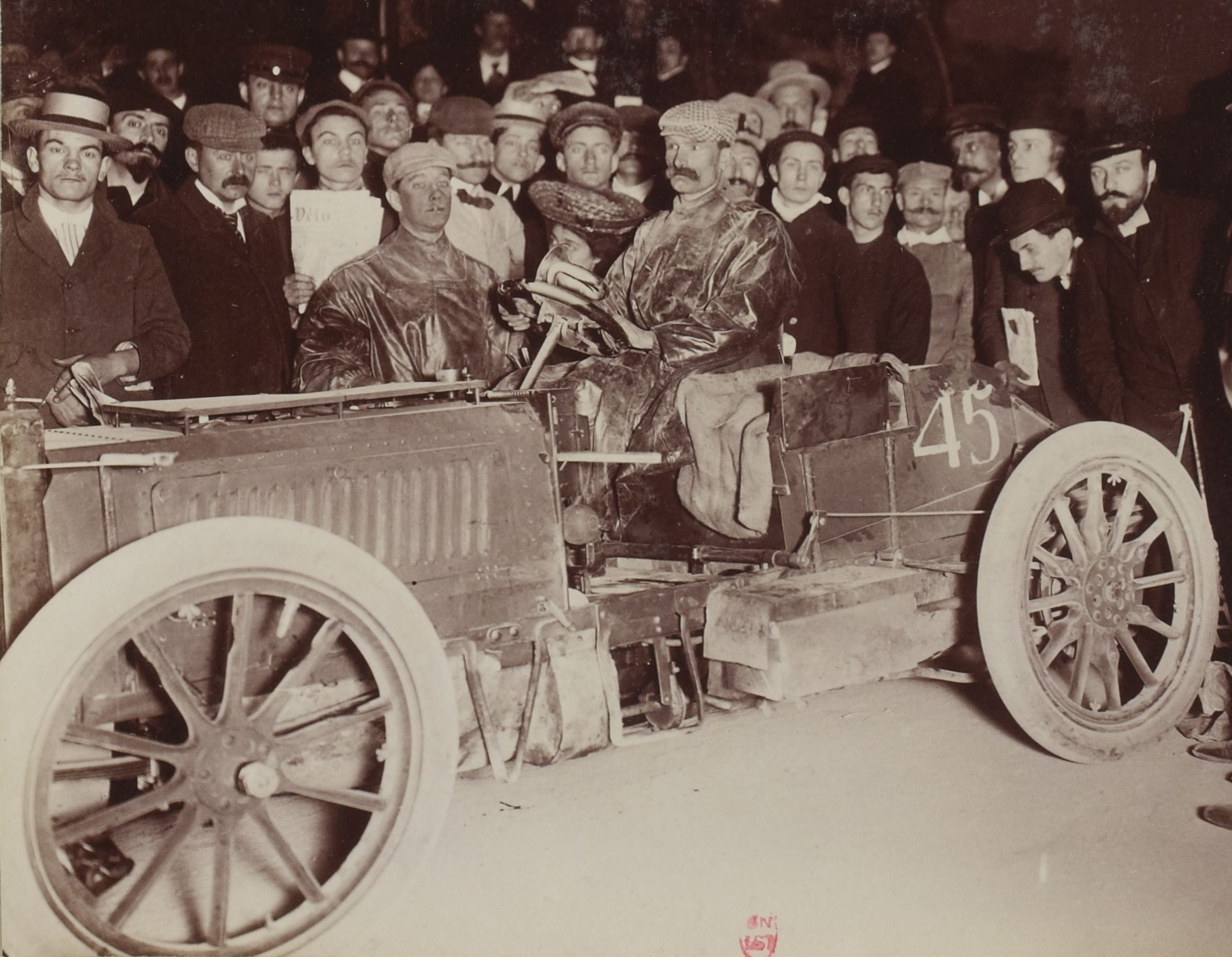
SF Edge, vainqueur de la Coupe Gordon Bennett en juin 1902 (au cours du Paris-Vienne), sur Napier (ici première étape Champigny-Belfort).

### 1903
La coupe est organisée en Irlande autour de la ville d'Athy dans le comté de Kildare, au sud-ouest de Dublin. Elle avait été précédée de la désastreuse course Paris-Madrid qui fit de nombreuses victimes. Le déroulement exemplaire de la course irlandaise permit aux compétitions automobiles de retrouver une aura auprès du public et des autorités. Les conducteurs partaient, comme dans les rallyes modernes, un par un toutes les sept minutes, et parcouraient trois tours d'un circuit tracé autour de la ville, pour un total de 527 km.
Cette fois-ci les équipes sont au complet. Les engagés (trois par pays), :  
- France : Fernand Gabriel sur Mors, René de Knyff (ainsi qu'en 1902, et bien que naturalisé en 1914) et Henri Farman sur Panhard ;
- États-Unis : Owen et Winton sur Winton, Mooers sur Peerless ;
- Grande-Bretagne : Edge, Jarott et Stocks sur Napier ;
- Allemagne : de Caters, Jenatzy et Foxhall Keane sur Mercedes 60 HP. Mercedes prévoyait initialement d'engager des 90 HP, mais un incendie détruit les modèles, et le constructeur emprunte des voitures de clients[5].

C'est l'équipe allemande qui gagne l'épreuve sur Mercedes quatre-cylindres développant 60 ch, pilotée par le Belge Camille Jenatzy (le constructeur de la Jamais Contente) en 6 heures et 39 minutes, devant les Panhard de de Knyff et Farman. Le vainqueur empocha 8 000 £ de prix et primes.
À cette occasion, et en l'honneur de l'Irlande, l'équipe britannique peignit ses voitures en British Racing Green, celui utilisé ensuite pendant de longues années par les voitures de course britanniques.

Édition 1903
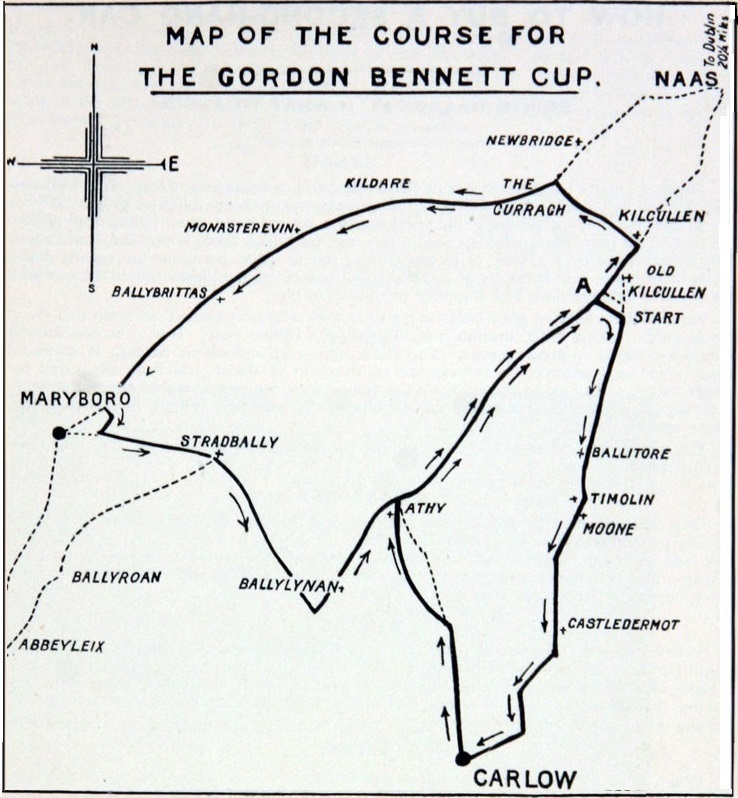
Le circuit de 1903.
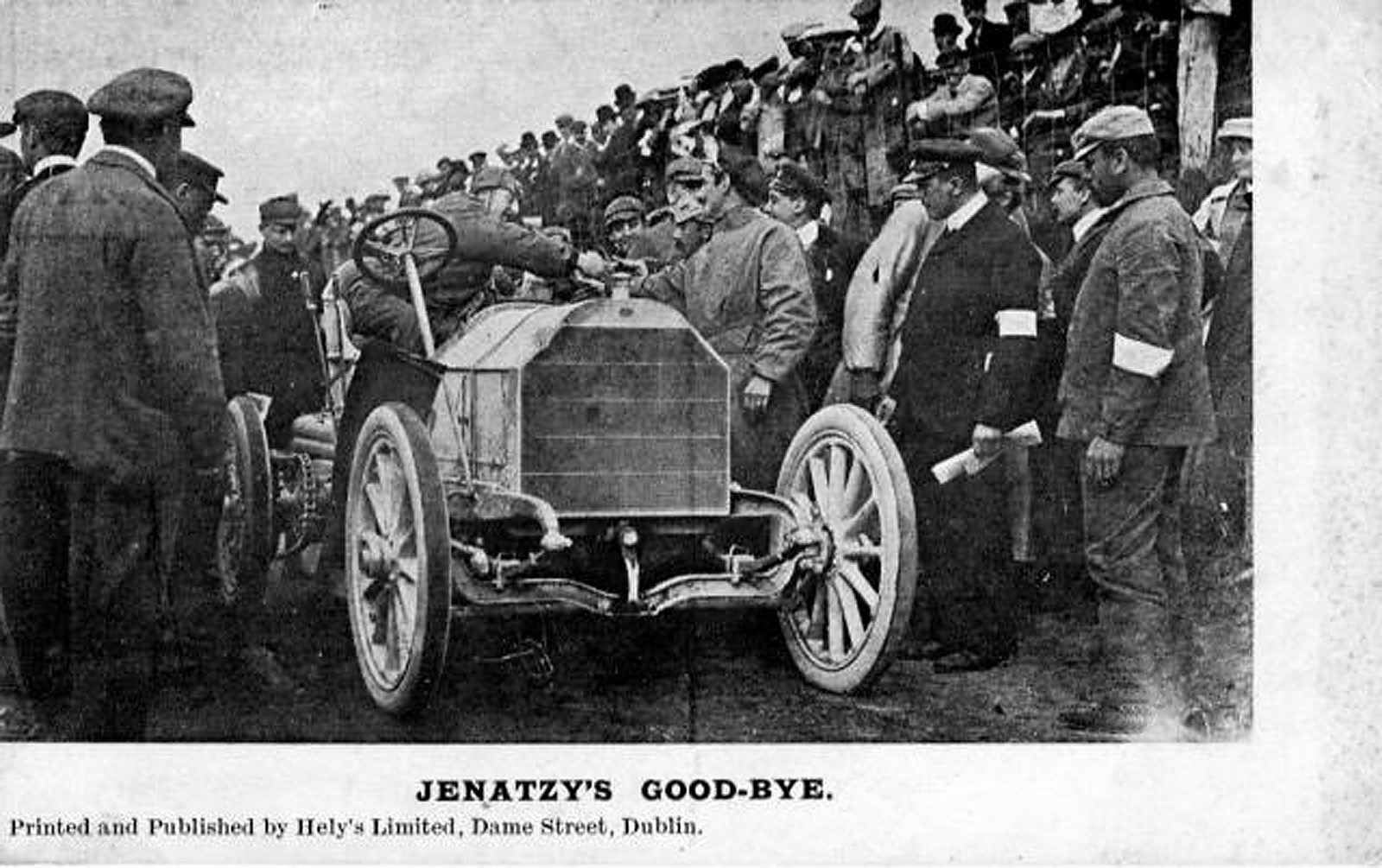
Le vainqueur Camille Jenatzy au volant de sa Mercedes 60 HP.
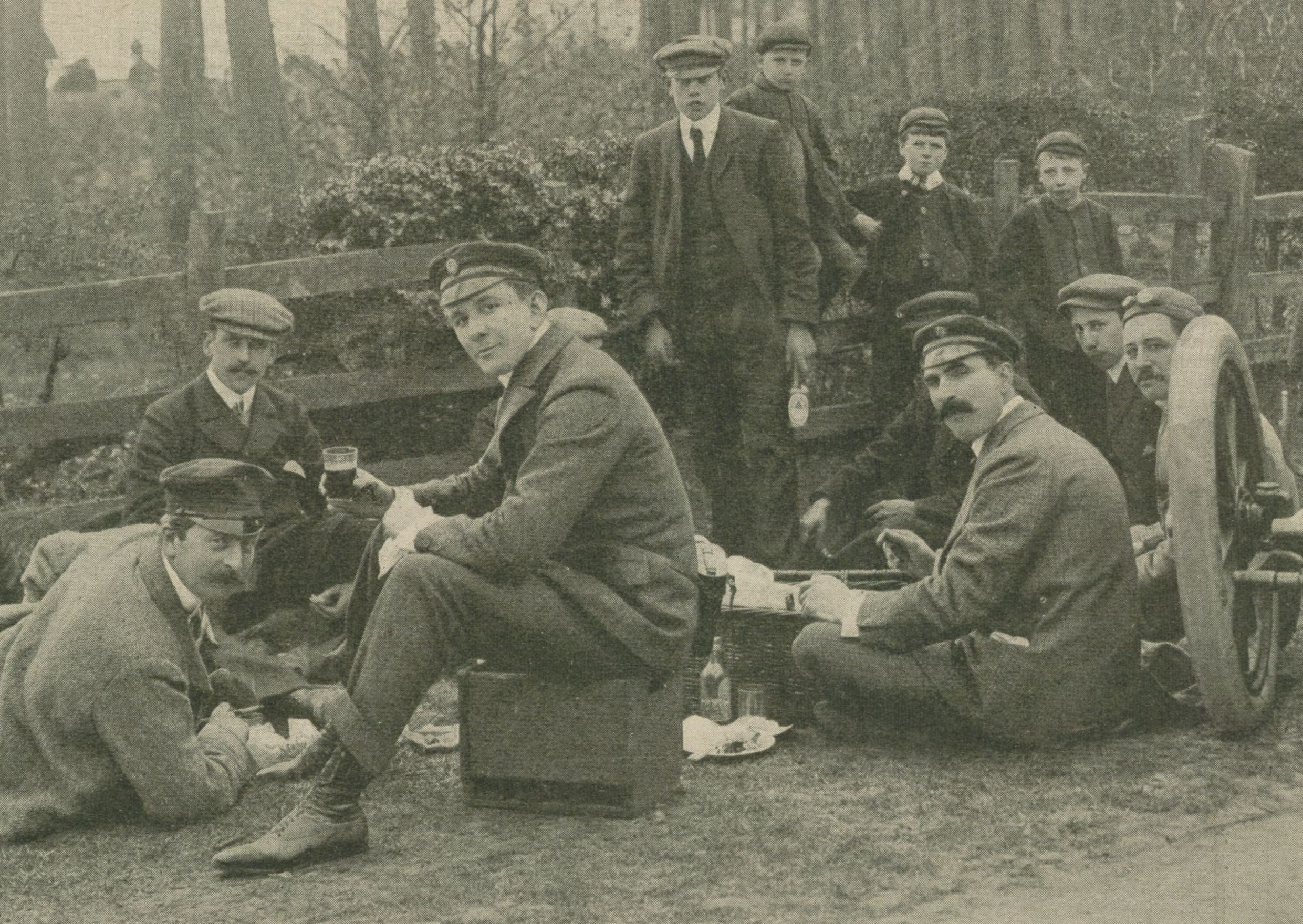
Équipe anglaise Napier en reconnaissance pour la coupe 1903 (1er plan G. à D. J.W. Stocks, Ch. Jarrott, et S.F. Edge).

### 1904
La course a lieu en Allemagne le 17 juin en présence de l'empereur Guillaume II, sur un circuit de 127 km à parcourir quatre fois (soit 508 km) dans le massif du Taunus, près de Bad Homberg (au nord-ouest de Francfort).
L'enthousiasme est tel que plusieurs pays doivent procéder à des éliminatoires. La France choisit ses pilotes parmi 29 prétendants sur le circuit de l'Argonne dans les Ardennes, la Grande-Bretagne fait la même chose lors d'une épreuve sur l'île de Man. L'Allemagne doit elle aussi départager ses participants possibles.
Pour cette édition, six nations sont en lice :
- l'Allemagne avec deux Mercedes, dont une pour Jenatzy et l'autre pour le baron Pierre de Caters et une Opel 4 cylindres de 100 ch conduite par Fritz Opel avec son copilote Carl Jörns (un futur brillant pilote)
- l'Autriche avec trois Mercedes pilotées par Edgar Braun, Christian Werner et Warden
- la Belgique avec trois Pipe aux mains de Lucien Hautvast, Augières et de Crawhez
- la France avec Léon Théry sur une Richard-Brasier (déjà premier des Éliminatoires nationales deux mois plus tôt), Jacques Salleron sur une Mors, et Henri Rougier sur une Turcat-Méry (essentiellement en fonction du classement au Paris-Madrid 1903)
- la Grande-Bretagne avec deux Wolseley pour Sidney Girling et Charles Jarroll et une Napier pour Edge
- l'Italie avec trois FIAT conduites par Alessandro Cagno, Vincenzo Lancia et Luigi Storero

La victoire va au Français Léon Théry et aux 80 ch de sa Richard-Brasier devant Jenatzy, Rougier et le baron de Caters, en 5 heures et 50 minutes et 87 km/h de moyenne.

Édition 1904
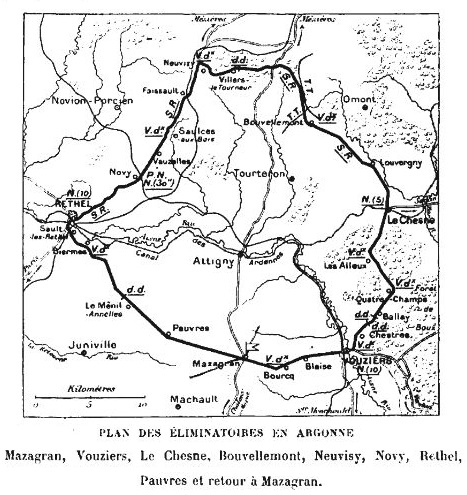
Éliminatoires françaises de la Coupe 1904 (circuit Argonne).
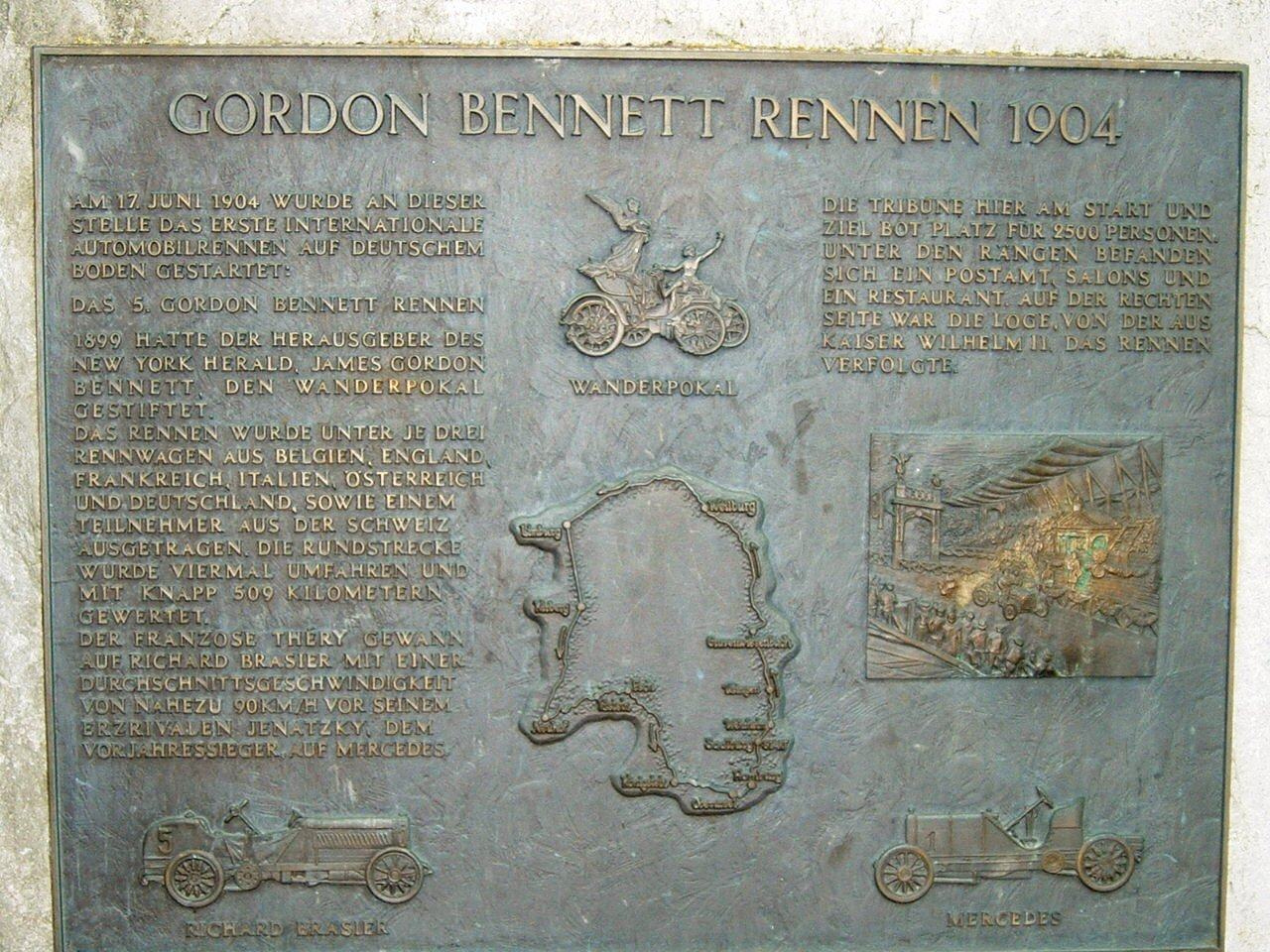
Plaque commémorative allemande de 1904.
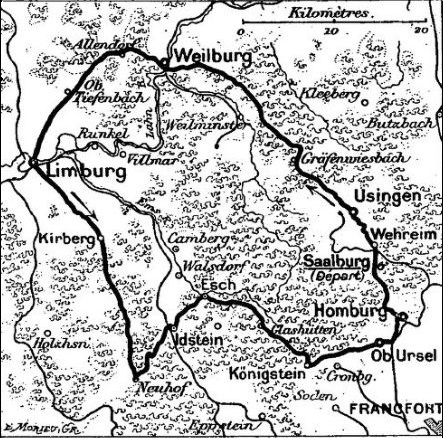
Plan de 1904.
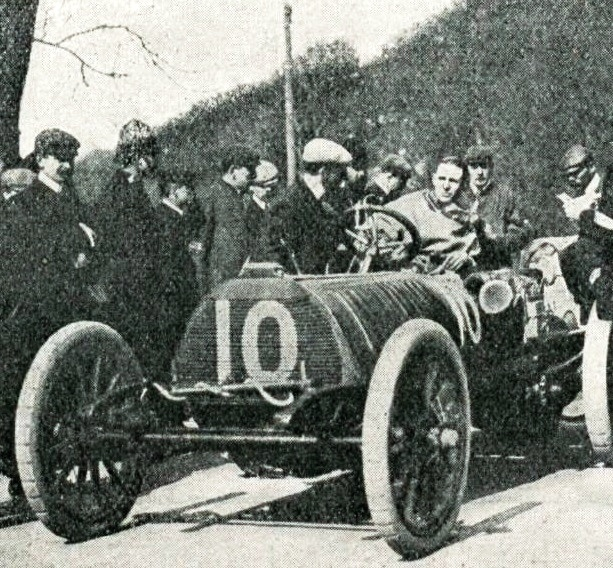
Sidney Girling, deuxième qualifié des éliminatoires anglaises de la Coupe (10 mai 1904), sur Wolseley (puis 9e et 1er Anglais).
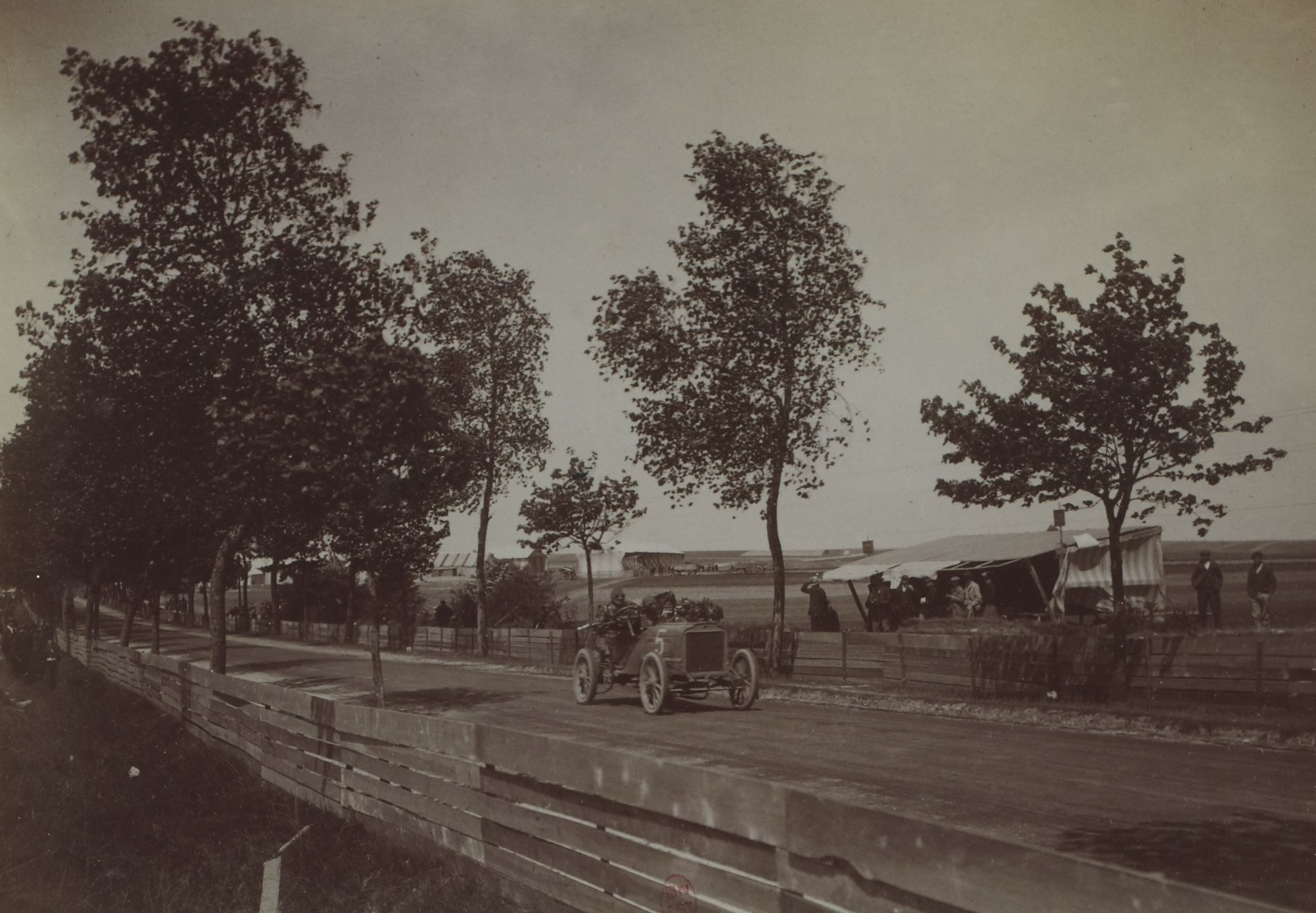
Léon Théry sur Richard-Brasier 80 hp légère, au circuit Argonne, alors vainqueur des éliminatoires françaises de la Coupe (20 mai 1904).
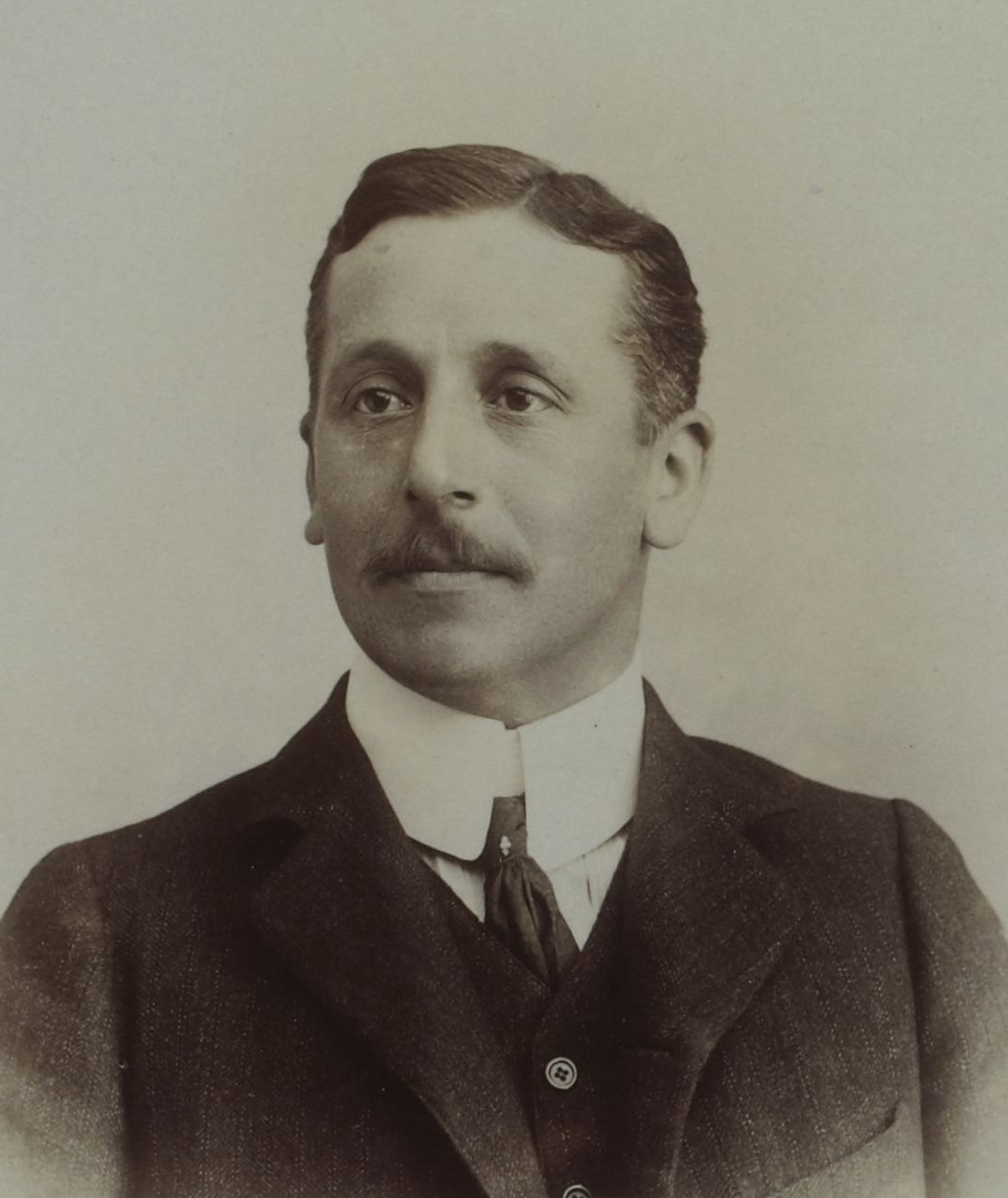
Jacques Salleron (1904).
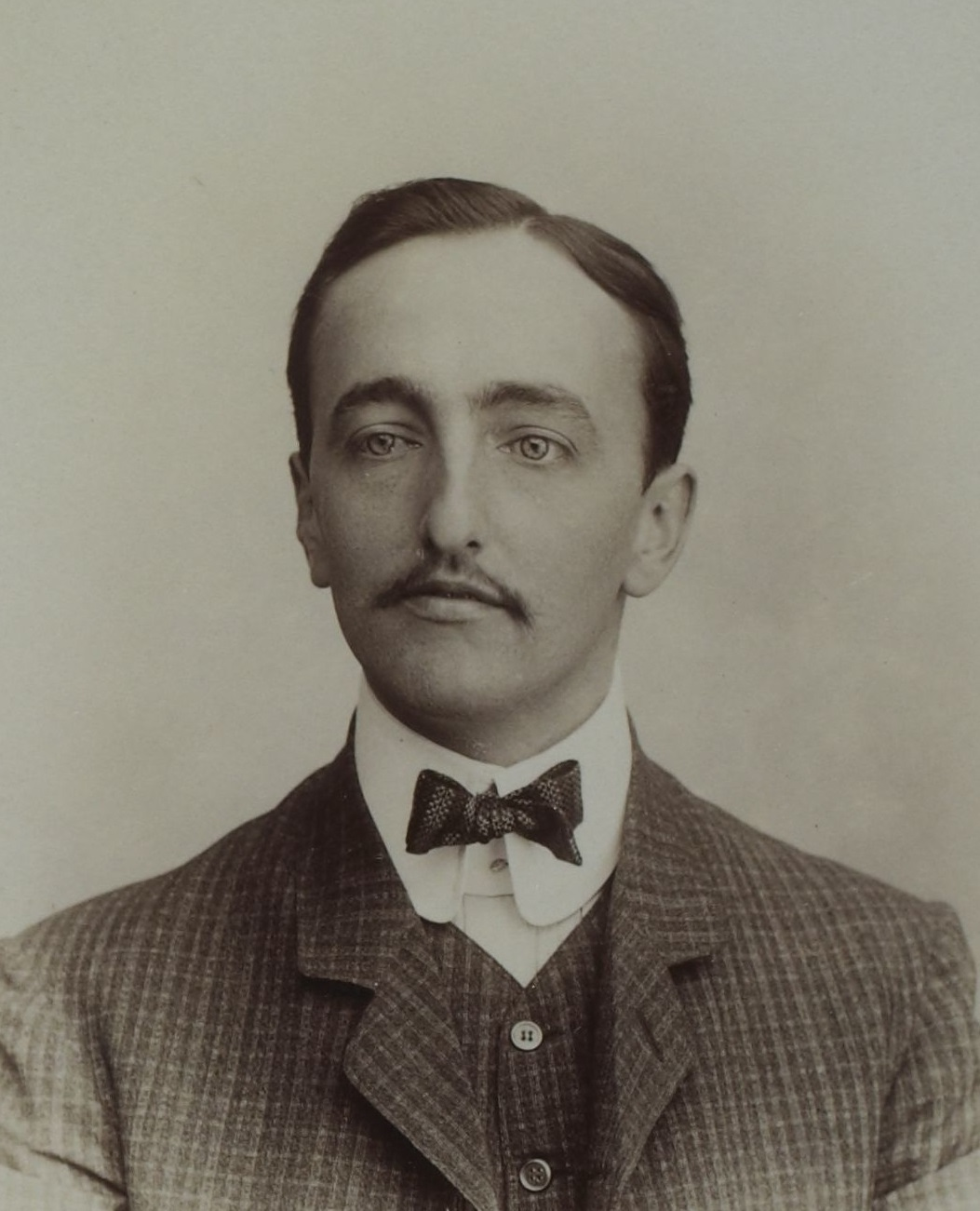
Henri Rougier (1904).
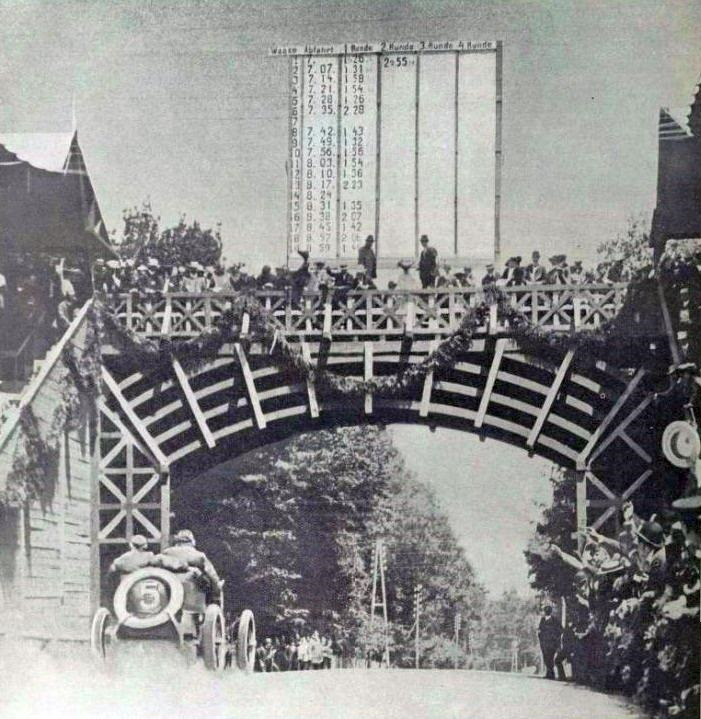
Léon Théry durant le deuxième tour.
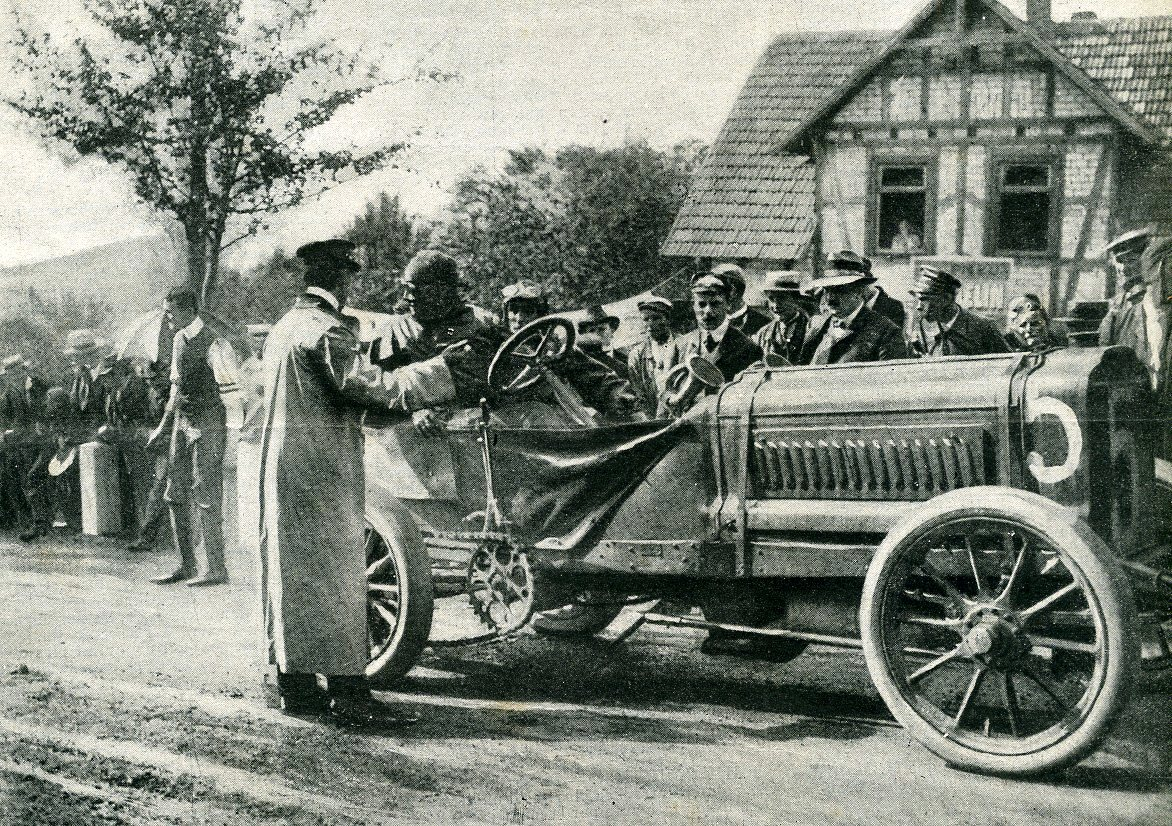
Léon Théry à Esch sur sa Richard-Brasier au dernier tour.
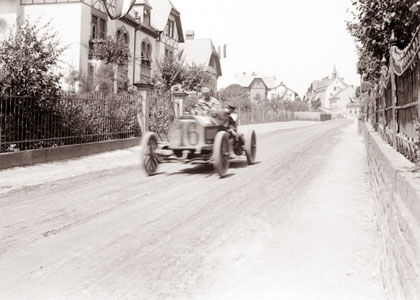
Une des voitures en course traversant Oberursel (Taunus).
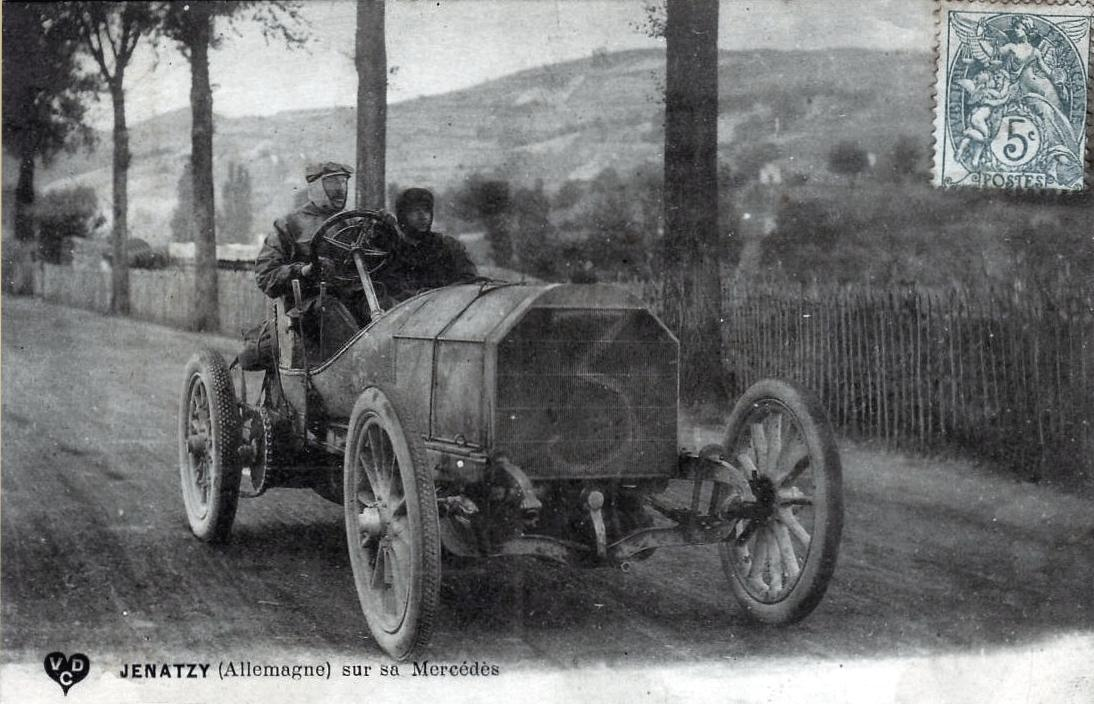
Camille Jenatzy au volant de sa Mercedes.
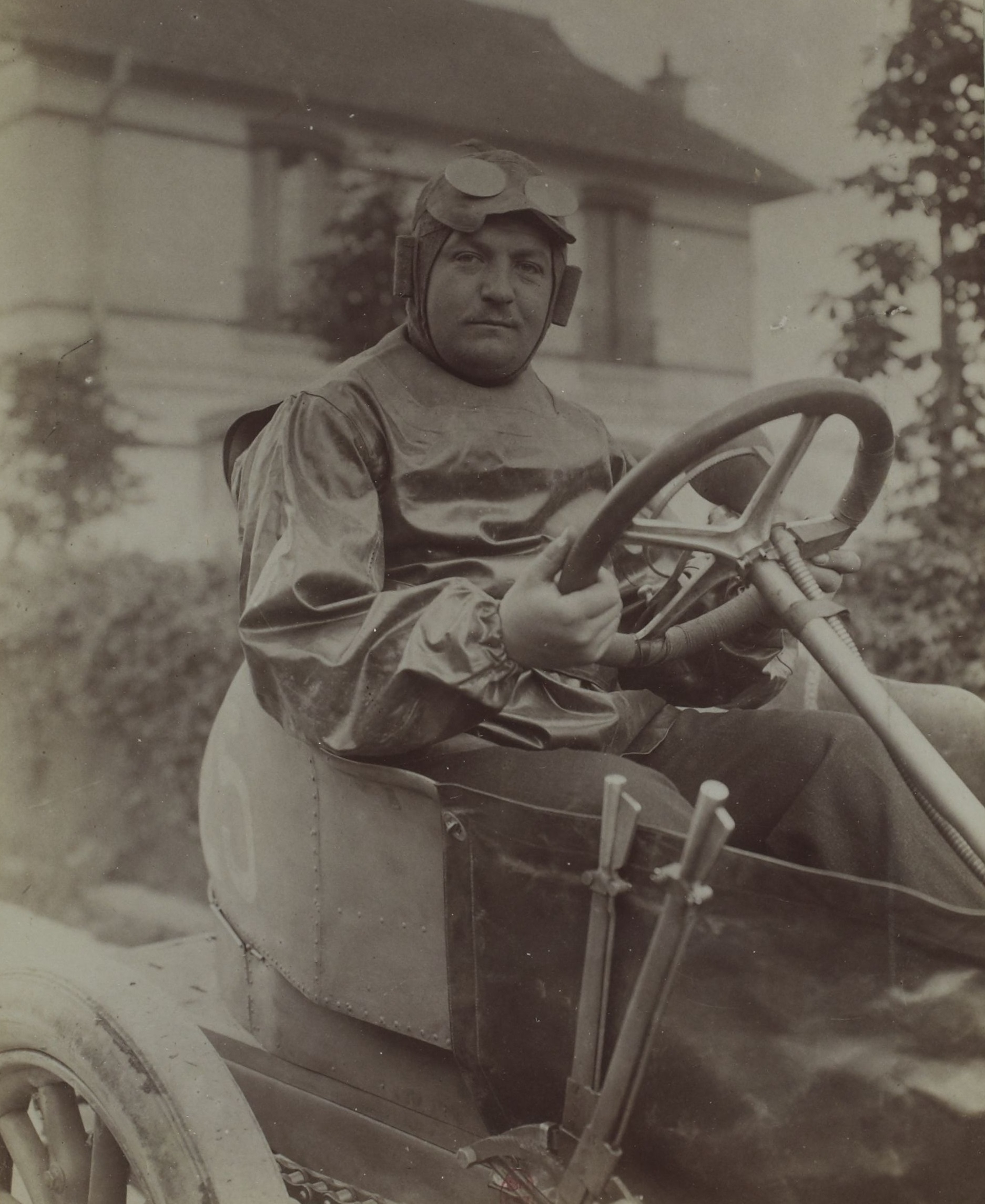
Léon Théry à son retour victorieux dans la 5e coupe (17 juin 1904).
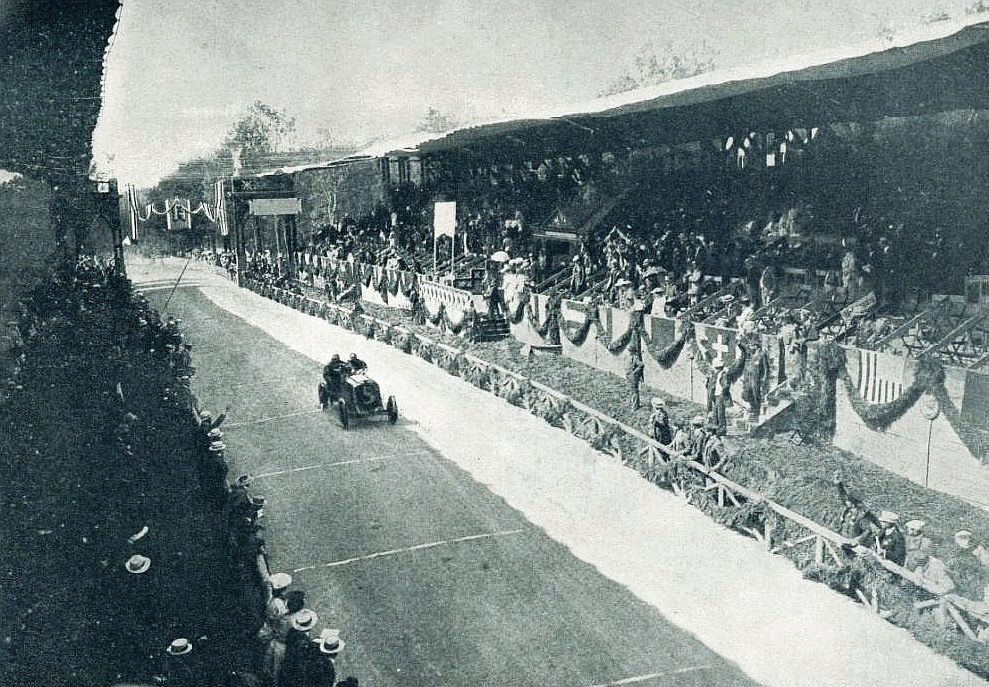
Léon Théry passant devant la tribune de l'empereur d'Allemagne, en 1904.

### 1905

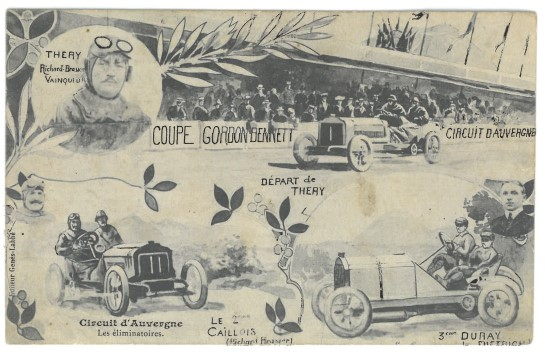
Course Gordon Bennett : les éliminatoires (Collection Clermont Auvergne Métropole, bibliothèque du Patrimoine)

Après la victoire française en Allemagne l'année précédente, Clermont-Ferrand accueille la sixième coupe Gordon Bennett, sur un parcours de 137 kilomètres, à parcourir quatre fois (soit 548 km), élaboré par les frères Michelin. À cette occasion, Michelin édite sa première carte routière, celle du parcours de la course, à l'échelle du 1/100 000e.
Six nations participent :
- l'Allemagne avec Jenatzy, de Caters et Werner, tous sur Mercedes
- l'Autriche avec Braun, Burton, Hieronymus, tous sur Mercedes
- les États-Unis avec Lyttle et Bert Dingley sur Pop-Toledo et Joe Tracy sur Locomobile
- la Grande-Bretagne avec Charles Rolls et Bianchi sur Wolseley et Earp sur Napier
- la France avec Léon Théry, Gustave Caillois sur Richard-Brasier et Arthur Duray sur une De Dietrich
- l'Italie avec Felice Nazzaro, Cagno et Vincenzo Lancia, tous sur Fiat.

Le 5 juillet, plus de 80 000 spectateurs assistent à cette course remportée, comme l'année précédente, par Léon Théry sur une Richard-Brasier de onze litres et 96 ch, en 7 heures et 2 min à près de 80 km/h de vitesse moyenne, devant Nazzaro, Cagno et Caillois.
Ce sera la dernière édition et la France remporte définitivement le trophée le 5 juillet, offert par James Gordon Bennett. L'année suivante est organisé le premier Grand Prix de l'ACF au Mans. L'Automobile Club de France a en effet décidé de ne plus participer à cette épreuve, où chaque nation était représentée par trois voitures, car il estimait que la France ne possédait pas une chance de vaincre proportionnelle à l'importance de son industrie automobile de l'époque. La première coupe aéronautique de Gordon Bennett a lieu le 30 septembre 1906 à Paris.

Édition 1905
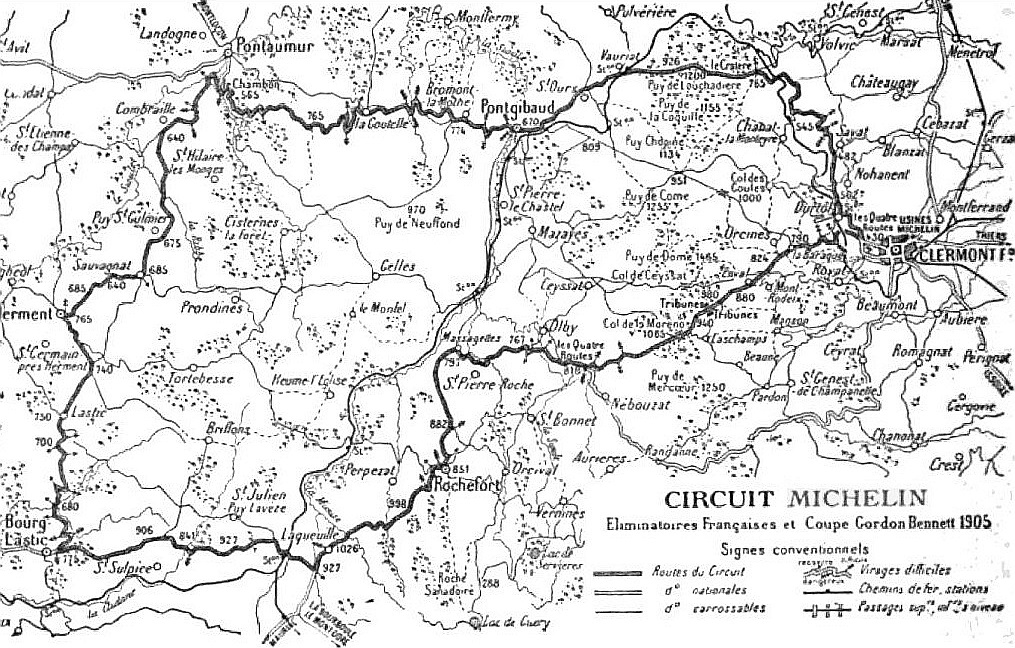
Le circuit Michelin de 1905.
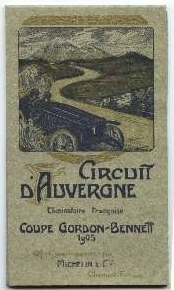
Le Guide vert Auvergne Michelin de 1905.
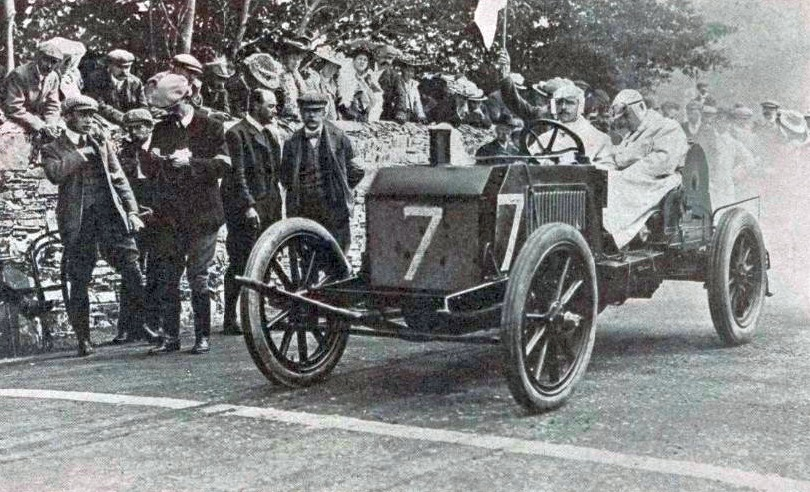
Clifford Earp, vainqueur des éliminatoires anglaises de la Coupe Bennett 1905, sur Napier le 30 mai.
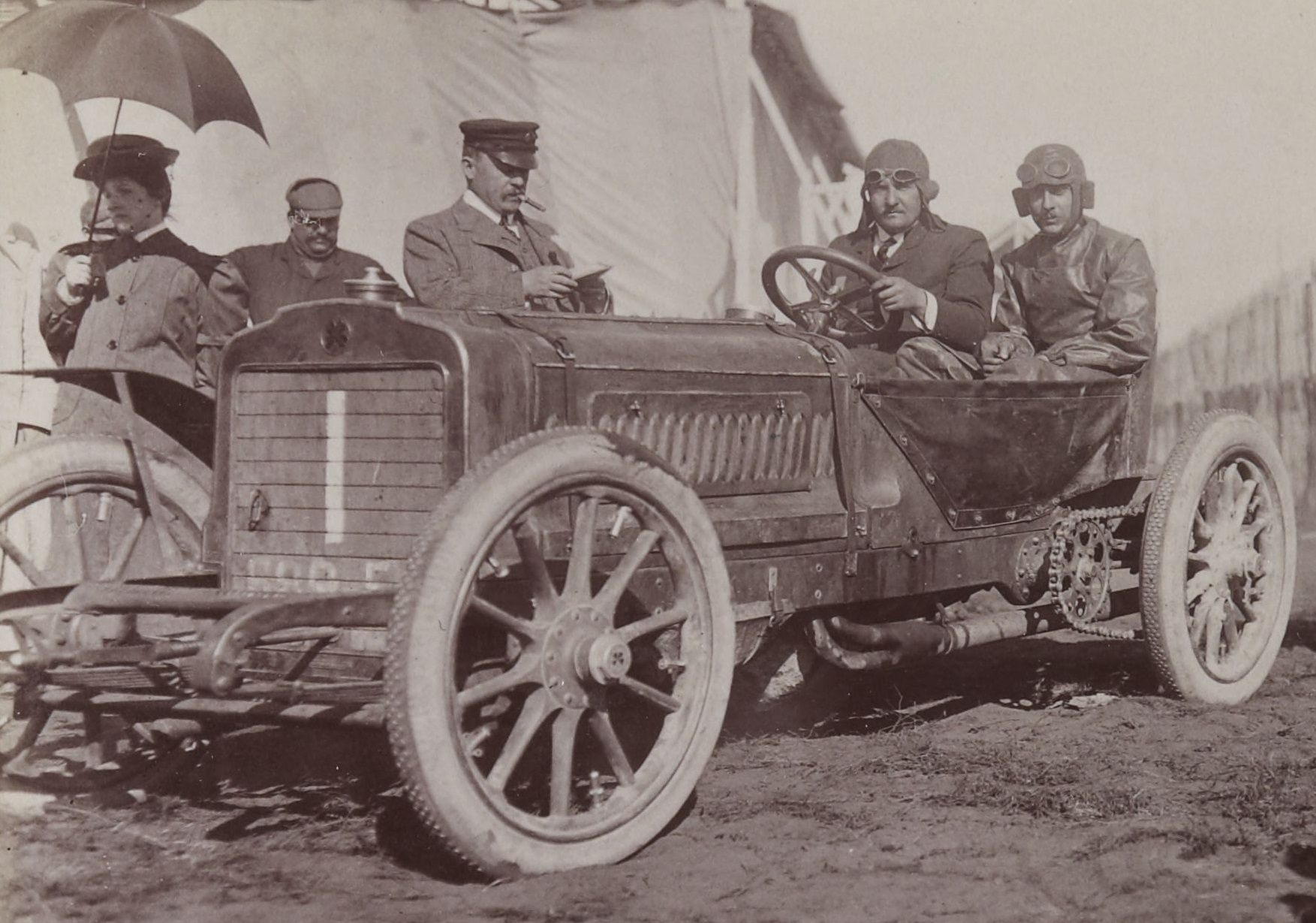
Léon Théry aux éliminatoires françaises de la Coupe, le 16 juin 1905 sur Richard-Brasier (au circuit d'Auvergne Michelin).
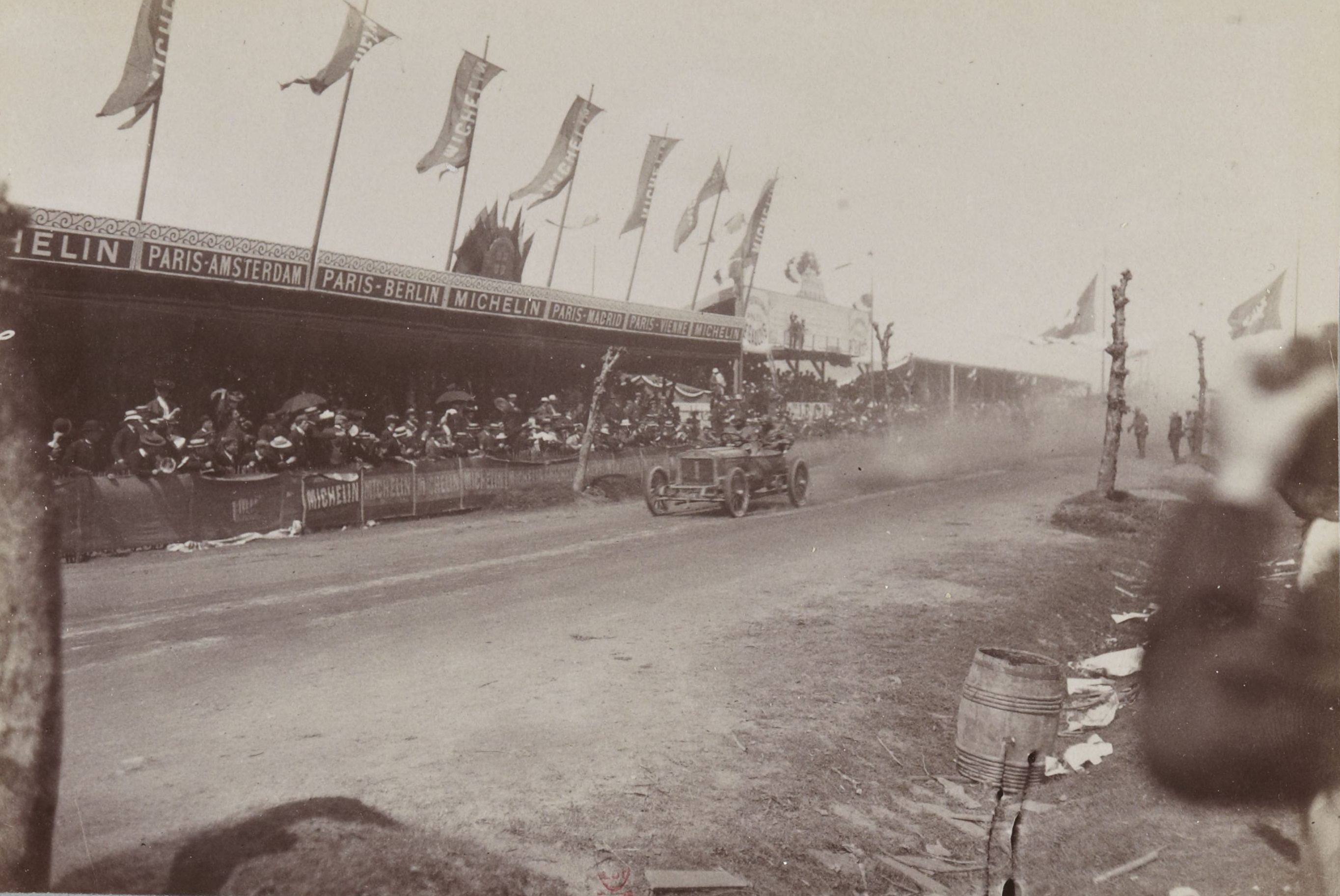
Léon Théry vainqueur des éliminatoires françaises de la Coupe Gordon Bennett (arrivée).
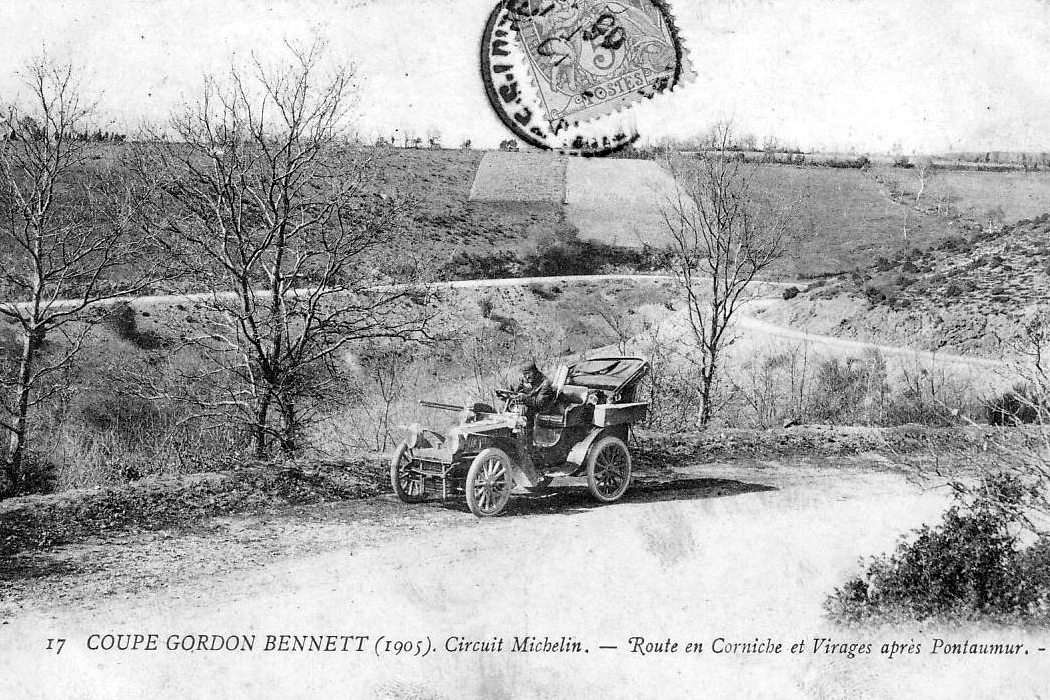
Circuit Michelin - Route en corniche et virages après Pontaumur.
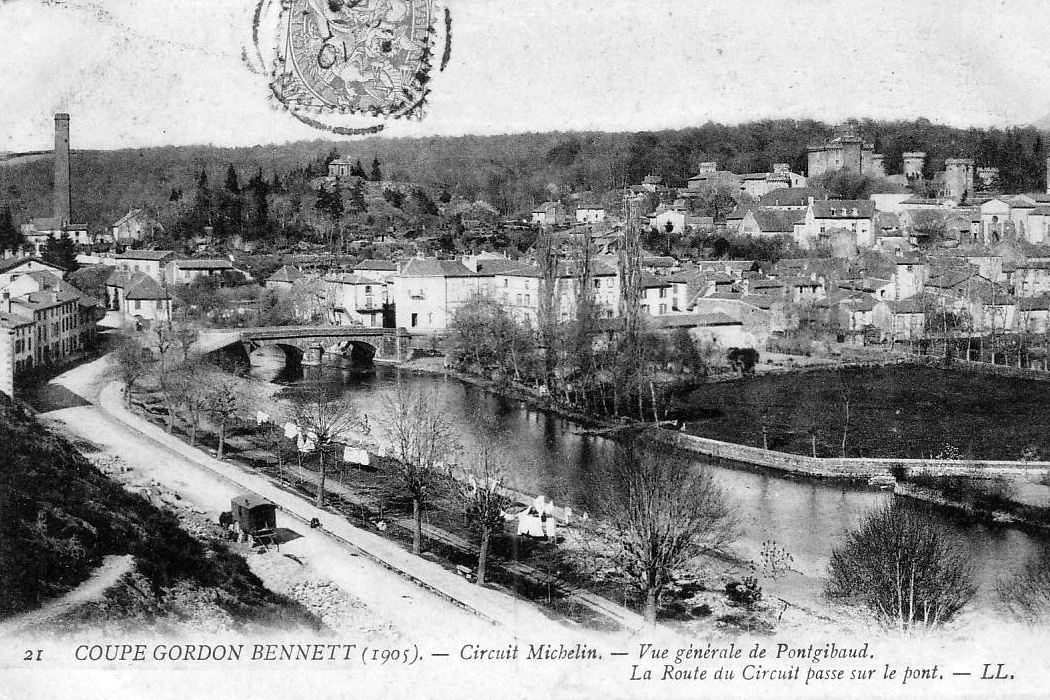
Circuit Michelin - Vue générale de Pontgibaud. La route du circuit passe sur le pont.
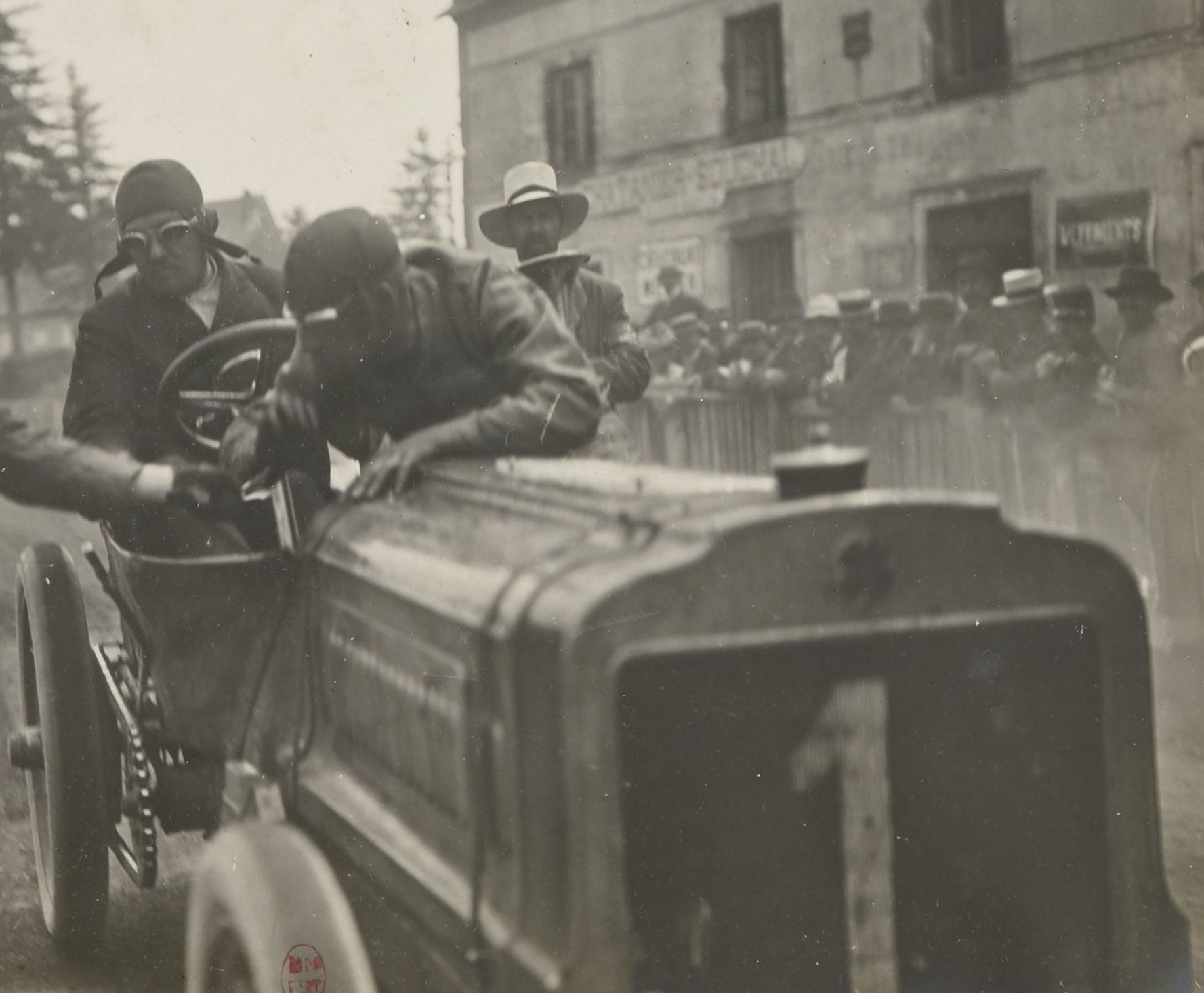
Léon Théry vainqueur de la Coupe Gordon Bennett 1905 (circuit d'Auvergne Michelin).
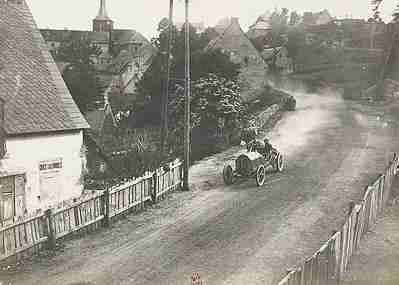
Felice Nazarro deuxième de la Coupe Gordon Bennett 1905.
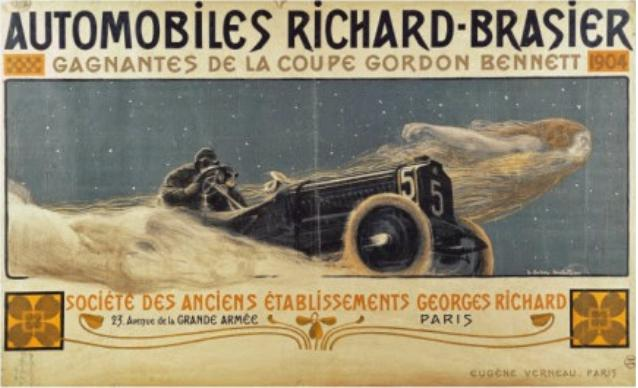
Publicité Richard-Brazier due à Henri Bellery-Desfontaines, à la suite des deux victoires dans la coupe Gordon Bennett.
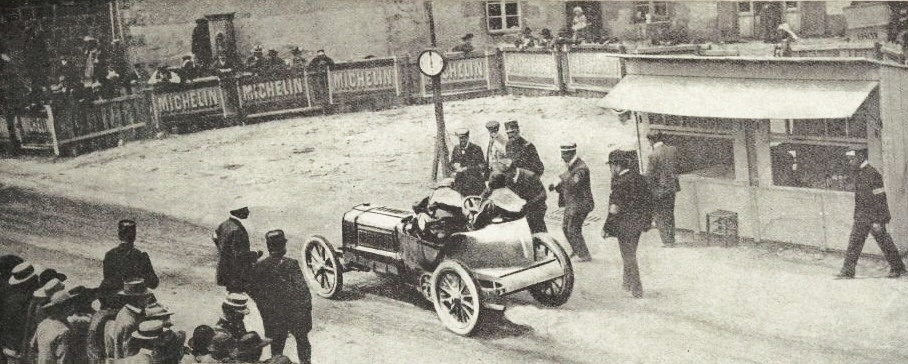
Léon Théry au circuit d'Auvergne en 1905.
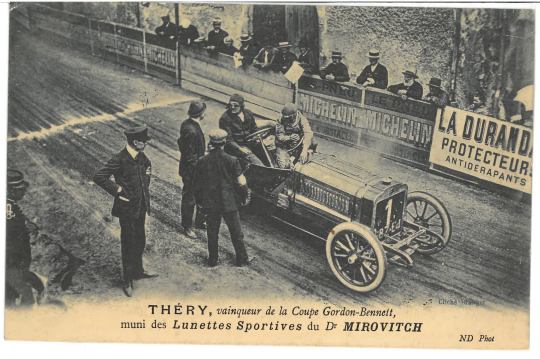
Théry, vainqueur coupe Gordon Bennett, muni des lunettes sportives du DT Mirovitch (Clermont Auvergne Métropole, bibliothèque du patrimoine).

## Vainqueurs de la coupe Gordon Bennett
| Année | Lieu                                | Route/circuit                        | Nation victorieuse | Pilote          | Voiture         | Temps  |
| ----- | ----------------------------------- | ------------------------------------ | ------------------ | --------------- | --------------- | ------ |
| 1900  | France                              | Paris-Lyon                           | France             | Fernand Charron | Panhard 40 HP   | 9 h 9  |
| 1901  | France                              | Paris-Bordeaux                       | France             | Léonce Girardot | Panhard 40 HP   | 5 h 50 |
| 1902  | France / Suisse* / Autriche-Hongrie | Paris-Innsbruck                      | Royaume-Uni        | Selwyn Edge     | Napier 50 HP    | 11 h 2 |
| 1903  | Royaume-Uni                         | Athy-Comté de Kildare                | Empire allemand    | Camille Jenatzy | Mercedes 60 HP  | 6 h 39 |
| 1904  | Empire allemand                     | Montagnes de Taunus                  | France             | Léon Théry      | Richard-Brasier | 5 h 50 |
| 1905  | France                              | Circuit d'Auvergne, Clermont-Ferrand | France             | Léon Théry      | Richard-Brasier | 7 h 2  |

* section neutralisée.